# Menschenfeind (Film)
Menschenfeind ist ein französisches Filmdrama aus dem Jahr 1998. Gaspar Noé schrieb das Drehbuch und führte Regie. Der Film ist eine Fortsetzung seines Kurzfilms Carne von 1991 und wurde unter dem französischen Originaltitel Seul contre tous (dt.: „Allein gegen alle“) veröffentlicht.

## Handlung
Der Film beginnt in einer französischen Bar, in der ein Mann mit einer Pistole angibt und den Besitz dieser mit Phrasen über Moral begründet, die, wie man im weiteren Filmverlauf feststellt, der Gedankenwelt des Protagonisten auffallend gleicht.
Daraufhin folgt die eigentliche Geschichte, erzählt aus der Ich-Perspektive, welche mit einer bildlichen Zusammenfassung des ersten Teils Carne beginnt.
Der namenlose Protagonist (genannt: "Der Metzger") wuchs im Waisenheim auf, nachdem seine Mutter ihn früh weggegeben hatte, sein Vater, ein französischer Kommunist, wurde von den Nazis getötet. Als Kind wurde er von einem Priester missbraucht. Er macht eine Ausbildung zum Metzger und bringt es durch harte Arbeit zu einer eigenen Metzgerei. Er heiratet und eine Tochter geht aus der Ehe hervor. Seine Frau verlässt ihn und seine Tochter wegen eines anderen, begeht Selbstmord und er muss das stumme Mädchen allein aufziehen. Als sie eines Tages, verstört durch ihre ersten Regelblutung, zu ihrem Vater in die Metzgerei laufen will, versucht sie ein Bauarbeiter zu verführen. Ein Freund des Vaters kommt hinzu und bringt sie zu ihm. Dieser glaubt beim Anblick des Blutfleckes, sie sei vergewaltigt worden. Daraufhin versucht der Metzger, mit einem Messer bewaffnet, den Schuldigen zu töten. Er trifft auf eine völlig unbeteiligte Person und sticht zu. Die Person überlebt, der Metzger verliert seine Metzgerei und wird zu einer Gefängnisstrafe verurteilt. Seine Tochter kommt in ein Heim. Nach seiner Entlassung beginnt er eine Beziehung mit einer Frau, die er selbst immer nur als „die Dicke“ bezeichnet. Sie wird von ihm schwanger. Er zieht zu ihr und ihrer Mutter in eine kleine Provinzwohnung in Lille im Norden Frankreichs und ist finanziell von seiner Freundin abhängig. Als ihm sein Wunsch, erneut eine eigene Metzgerei zu eröffnen, durch ihre Ablehnung, ihn finanziell so hoch zu unterstützen, verwehrt wird, beginnt er einen regelrechten Hass auf seine Umgebung zu entwickeln. Er tritt eine Stelle als Nachtwächter in einem Altenheim an. Nachdem eines Nachts eine Heimbewohnerin stirbt, begleitet er die hierüber erschütterte junge Pflegerin auf dem Heimweg und geht anschließend in ein Pornokino. Als er nach Hause kommt, unterstellt ihm seine hochschwangere Freundin, er hätte mit einer anderen Frau geschlafen und provoziert ihn. Daraufhin schlägt er ihr mehrmals so brutal in den Bauch, dass diese sehr wahrscheinlich ihr ungeborenes Kind verliert.
Der Metzger verlässt, im Anschluss an die Tat, mit nur einer Pistole aus dem Schrank der Mutter seiner Freundin und wenigen Francs in der Tasche die Wohnung und flüchtet zurück nach Paris und bleibt dort in die Absteige, in welcher er vor Jahren seine Tochter gezeugt hat. Dort angekommen versucht er wieder Arbeit und Unterstützung durch alte Freunde zu finden, was ihm aber nicht gelingt. Als er bei einem Vorstellungsgespräch in einem Schlachthof, welcher früher ein Zulieferer seiner eigenen Metzgerei war, von einer Person abgelehnt wird, von der er zu wissen glaubt, dass diese homosexuelle Handlungen praktizieren würde, beschließt er, mit dem unfairen System abzurechnen, welches ihm nicht anrechne, dass er seit 35 Jahren arbeite, und nun, wo er auf Hilfe angewiesen sei, ihm ebendiese vollständig verwehrt werden würde. Als er mit seinem letzten Geld in einer Bar nicht ganz den geforderten Betrag für den verzehrten Wein ausgleichen kann, wird er von einer Person verspottet, welche sich im Anschluss an ein Wortgefecht als der Sohn des Barbesitzers entlarvt. Er wird daraufhin vom Barbesitzer selbst unter Androhung von Gewalt mit einem Gewehr aufgefordert, die Bar zu verlassen. Auf dem Heimweg kennt seine Wut keine Grenzen mehr. Mit geladener Waffe und dem festen Vorsatz, den Barbesitzer, dessen Sohn sowie eine weitere Person, welche ihn kurz zuvor in der Bar verspottet hatte, umzubringen, kehrt er kurze Zeit später zurück zur Bar, allerdings ist diese bei seiner Ankunft bereits geschlossen.
Am Tag darauf redet sich der Metzger ein, dass seine Tochter in einer derartig schlechten Welt nicht aufwachsen soll und kann, und beschließt, sie, sich selbst und die von ihm so genannte „Schwuchtel“ vom Schlachthof zu erschießen, statt seine drei Patronen an die Personen aus der Bar zu verschwenden. Er holt seine Tochter aus dem Heim und nimmt sie mit zu sich in die Absteige, für die er schon seit einigen Tagen nicht mehr das Geld aufbringen kann. Im Hotel angekommen, durchlebt der Hauptdarsteller darauf den sexuellen Missbrauch an seiner Tochter, sowie ihren anschließenden Mord und seinen Selbstmord geistig. Einer verstörenden Szene, in der die Gedankenwelt eines Mörders bzw. potentiellen Selbstmörders dargestellt wird, folgt die Realität, in welcher sich der Misanthrop seiner auch körperlich verstandenen Liebe zu seiner Tochter gewahr wird und man den Protagonisten sie innig umarmen sieht. Die Kamera schwenkt raus auf die Straße, mit der Andeutung, dass der Metzger mit seiner Tochter Geschlechtsverkehr hat. 
Während des gesamten Filmes werden immer wieder kurze kontextbezogene Schlagwörter oder Sätze auf schwarzem Hintergrund eingeblendet. Diese dienen sowohl der Wiederholung wichtiger Gedankengänge, als auch der kritischen Kommentierung der Handlung. Zudem untermauern sie die avantgardistische Note des Films.

## Kritiken
„Eine gnadenlos brachiale Geschichte, die sich weniger für die narrative Ebene interessiert als für das momentane soziale Wie und zu einem Angriff auf die Sinne und die Ethik des Zuschauers wird. Ein befremdlicher Film, dessen unerbittliche Gesamtkomposition gleichwohl ein nachhaltiges Erlebnis darstellt.“

## Auszeichnungen
- Critics Week Award beim Cannes Film Festival, 1998.
- In der offiziellen Auswahl auf den Filmfestivals von Telluride, Toronto, New York, Rotterdam, San Francisco und Sundance.

## Sonstiges
- In diesem Werk von Noé wird gezeigt, wie es mit dem Metzger weitergeht, der zuvor in Noés Kurzfilm Carne versuchte den vermeintlichen Vergewaltiger seiner Tochter zu töten und nun freigelassen wird.
- Die Figur des Metzgers scheint auch im Film Irreversibel einen kurzen Auftritt zu haben. Dort sitzt er zu Anfang des Streifens nackt in einem Hotelzimmer auf seinem Bett und erzählt einer unbekannten Person seine Geschichte und sagt dabei, dies wäre alles, was noch übrig geblieben wäre.